# Oratoire San Nicola da Tolentino
Pour les articles homonymes, voir Tolentino (homonymie).
L'Oratoire de San Nicola da Tolentino (en italien : Oratorio di San Nicola da Tolentino) est une petite chapelle de style classique située à Vicence (Italie). Son intérieur de style baroque se distingue par sa collection de peintures des XVIe et XVIIe siècles d'artistes de l'école vénitienne.

## Histoire
L'édifice a été construit à partir de 1505 à l'initiative de  la «  vénérable confrérie du Saint ». La construction a été achevée en 1681, date d'achèvement de la façade, attribué à Carlo Bottiron. Elle est caractérisée par ses quatre pilastres d'ordre corinthien qui reposent sur de hauts socles et fermée par un fronton triangulaire avec à son centre l'étoile à huit branches caractérisant saint Nicolas, surmontée par trois statues :
- Vierge à l'Enfant,
- Saint Augustin,
- Saint Nicolas.

L'oratoire est dédié à saint Nicolas de Tolentino.

## Description
L'intérieur conserve des toiles ayant pour thème les scènes de la vie et les miracles attribués à saint Nicolas.
Les œuvres sont insérées dans des niches dans le mur :

### Œuvres
- Cycles de toiles du plafond (1677-1678) par Giulio Carpioni.

Mur de droite
Toiles d'Antonio Zanchi, Francesco Maffei, Giovanni Carpioni (1656)
Mur de gauche
Toiles de Giovanni Cozza (1662), francesco Maffei et Giuseppe Alabardi.